# Premiers secours (médecine)
Ne doit pas être confondu avec Secourisme.
Pour les articles homonymes, voir Premiers secours.
 (décembre 2018).
Si vous disposez d'ouvrages ou d'articles de référence ou si vous connaissez des sites web de qualité traitant du thème abordé ici, merci de compléter l'article en donnant les références utiles à sa vérifiabilité et en les liant à la section « Notes et références ».
Les premiers secours sont l'ensemble des techniques d'aide apportée aux personnes victimes d'un accident, d'une catastrophe, d'un problème de santé ou d'un problème social compromettant à court terme leur état de santé. Ces techniques permettent d'apporter des réponses efficaces devant un danger vital, et ont comme objectif d'en minimiser les conséquences tout en assurant la survie des personnes en leur prodiguant des premiers soins d'urgence. Les premiers secours sont le maillon initial en amont de la chaîne des secours jusqu'à la prise en charge par des services d'urgence spécialisés.

## Liste des urgences nécessitant des soins et premiers secours correspondants
Quelques situations nécessitent des gestes de premiers soins.

### Accident vasculaire cérébral (attaque cérébrale)
Infarctus ou hémorragie dans le cerveau.

### Arrêt cardiaque
Arrêt des battements cardiaques, dont la cause est généralement une fibrillation ventriculaire.
Il est distinct de l'arythmie, un rythme cardiaque différent du normal (trouble du rythme cardiaque), mais une arythmie grave peut aussi conduire à un arrêt cardiaque.
Il est également distinct de l'infarctus (parfois appelé « crise cardiaque »), qui est caractérisé par une douleur et/ou une pression dans la poitrine, et la même difficulté pour respirer, bien qu'un infarctus puisse produire l'arrêt cardiaque.

### Brûlures
Blessures causées par la chaleur, ou par une corrosion similaire.

### Diabète, hyperglycémie
Une hyperglycémie diabétique est une quantité excessive de sucre dans le sang par le diabète.
Le traitement de l'hyperglycémie n'est pas le même que celui de l'hypoglycémie diabétique (diminution excessive de sucre dans le sang).

### Diabète, hypoglycémie
Une hypoglycémie diabétique est une baisse excessive de sucre dans le sang chez les diabétiques.
Elle se produit presque toujours en raison d'un problème avec certains médicaments pour réduire le niveau de sucre, de sorte que, dans certaines circonstances (par exemple, après avoir fait un exercice physique intense de manière inhabituelle), ce médicament produit un effet excessif et peut être dangereux. Certains de ses symptômes possibles sont la fatigue anormale, la faiblesse et les étourdissements.
Le traitement de l'hypoglycémie diabétique n'est pas le même que celui de l'hyperglycémie (excès de sucre dans le sang).

### Étouffement en mangeant (par «fausse route»)
Étouffement par l'inhalation involontaire d'aliments.

### Gels
Une blessure de congélation (gelure) est produite dans une partie du corps par un froid extrême et doit être traitée avant qu'elle devienne irrécupérable.
Ce n'est pas la même chose que l'hypothermie (diminution grave de la température de tout le corps).

### Infarctus
Défaut d'apport sanguin au cœur, habituellement pour un problème dans une de ses artères. Le patient remarquerait douleur et/ou pression dans la poitrine, et même difficulté pour respirer.
Ce n'est pas exactement la même chose qu'un arrêt cardiaque (arrêt total des battements du cœur).

### Noyade
Asphyxie par inondation des voies respiratoires, quand la victime est dans un liquide.

### Saignement (hémorragie)
Blessure saignante.

## Ordre des premiers secours
Il y a plusieurs protocoles de premiers soins,, qui indiquent l'ordre des étapes qui pourraient être suivies en leur pratique.
Un exemple générique de protocole de premiers soins serait le suivant[réf. nécessaire].
1. Protection : garantir une protection suffisante pour les victimes et les sauveteurs contre les dangers autour, en passant à un autre endroit plus sûr si nécessaire. Une première analyse est réalisée en ce moment, pour indiquer s'il peut y avoir des lésions de la moelle épinière (dans la colonne vertébrale, au cou ou au dos), car un patient souffrant de cette lésion ne doit pas être déplacé, sauf si nécessaire, et en tenant sa tête dans la même position. Le déplacement de ce type de patient a nécessité des manœuvres de déplacement appropriées.
2. Bilan : évaluer la victime et ce qui nécessite. Boucher les pertes de sang critiques et vérifier le pouls et la respiration.
3. Alerter : demander de l'aide. Appeler le numéro de téléphone d'urgence pour demander des services médicaux. Quelqu'un chercherait un défibrillateur si la victime n'a pas de pouls.
4. Pratique des premiers secours : pratiquer les gestes essentiels des premiers soins pour maintenir la victime en vie. Si nécessaire, effectuer une réanimation cardiopulmonaire.

## Quelques techniques habituelles de premiers secours
Certaines techniques sont considérées comme basiques dans les premiers secours, car elles sont utilisées dans plus d'une situation, et sont donc enseignées à plusieurs reprises dans leurs cours de formation.

### Déplacement avec la victime vers un endroit sûr
Le sauveteur se déplace avec la victime vers une zone sans dangers (comme le feu, l'électricité ou d'autres) où il peut pratiquer les premiers soins requis.
S'il semble possible que le patient ait une grave lésion du cordon médullaire (dans la colonne vertébrale), le patient ne doit pas être déplacé, sauf si nécessaire. Dans ce cas, il convient de déplacer le patient le moins possible et très soigneusement (voir les dessins ci-dessous). Cela évite de causer plus de dommages à la mobilité du patient.
Le patient serait normalement allongé, face vers le haut, sur une surface suffisamment ferme pour faire des compressions thoraciques (par exemple, sur le sol).
| |
| —Une victime avec lésions graves dans sa épine dorsale (au dos ou au cou) peut être transférée soigneusement par plusieurs sauveteurs coordonnés. Sa tête et son dos seraient maintenus alignés dans la même position qu'ils avaient. |

| |
| —Quand il y a une victime avec lésions graves dans sa épine dorsale (au dos ou au cou) et un seul sauveteur sans ustensiles, il peut porter la victime soigneusement avec la manœuvre de Rautek (comme dans cette image), en essayant de maintenir sa tête et son dos alignés dans la même position qu’ils avaient. La tête de la victime peut être soutenue sur le sauveteur pour essayer de amortir les mouvements.. Un deuxième sauveteur peut tenir les jambes. |

| |
| —Si la victime n'a pas de lésions graves d'épine dorsale (dans le dos ou le cou), elle peut être traîné, et plus facile avec une couverture, un tapis ou un autre tissu sous la majeure partie de son corps. —Le portage sur une base d'une victime avec lésions graves d'épine dorsale nécessiteraient placer le patient, en maintenant soigneusement la même position de sa tête et son dos, sur une base élevée ou beaucoup épaisse (comme une civière ou un matelas), pour plus de stabilité. |

### Vérification de l'état de la victime
La vérification consiste à évaluer l'état de la victime, en s'occupant des problèmes qui menacent sa vie.
La façon initiale de le vérifier est de toucher une de ses épaules et de crier quelque chose, comme « Pouvez-vous m'entendre?! »
Dans certains cas, la victime a une blessure qui saigne abondamment, ce qui nécessite son propre traitement supplémentaire pour arrêter la perte de sang (normalement, maintenir la blessure pressée).
 (juillet 2025).
Le contenu est difficilement compréhensible vu les erreurs de traduction, qui sont peut-être dues à l'utilisation d'un logiciel de traduction automatique.
D'autres façons de vérifier l'état d'un patient sont décrites ci-dessous :
- le sauveteur peut vérifier[6] les battements du cœur en le pouls à la carotide : dans un côté du cou (le côté gauche ou droit), de préférence dans une rainure qui peut se former en parallèle à sa voie respiratoire (trachée), et là approximativement entre sa tête et la bande horizontale de sa pomme d'Adam (voir le dessin ci-dessous) ;
- si un problème rend inaccessible le pouls à la carotide, les battements cardiaques peuvent être vérifiés dans le pouls radiale : plaçant deux doigts au poignet, sous la partie du pouce, avec une pression intermédiaire (voir le dessin ci-dessous) ;
- il est possible de vérifier la respiration de la victime en plaçant une oreille sur sa bouche et en regardant à la fois si sa poitrine se déplace de bas en haut, gonflé par l'air (voir le dessin ci-dessous).

| |
| Vérification de pouls à la carotide, en plaçant deux doigts d'un côté du cou ou de l'autre. Ce serait la méthode la plus rapide pour vérifier un arrêt cardiorespiratoire. |

| |
| Vérification de pouls radial: au poignet, sous la partie du pouce, et avec une pression intermédiaire. |

| |
| Vérification de la respiration de la victime, en écoutant l'air dans sa bouche et en regardant sa poitrine se gonfler. |

### Gestion des voies respiratoires du patient
(juillet 2025).
Le contenu est difficilement compréhensible vu les erreurs de traduction, qui sont peut-être dues à l'utilisation d'un logiciel de traduction automatique.
Ce consiste à maintenir les voies respiratoires du patient dans une position compatible avec la respiration et les premiers soins. Les principaux gestions sont:
| |
| —Ouverture de bouche par traction mandibulaire: Cela prépare la respiration bouche-à-la-bouche. Face au patient allongé, ou d'une position inverse à celle du patient allongé, soulever sa mâchoire des deux côtés en dessous (celles proches des oreilles), vers le haut en vertical, et ouvrir sa bouche avec les pouces (cela peut être coûteux), mais, chez les patients avec une lésion grave dans le dos ou le cou, il faut le faire avec soin et sans bouger le cou. Si le sauveteur pense qu'il ne pourra pas atteindre ça, il peut essayer de faire seulement des compressions (voir ci-dessous). |

| |
| —Vidange de la bouche du patient: C'est applicable si un élément dangereux peut être lâche là (comme un dentier détaché, ou blocs de sang coagulé). Pour faciliter cette tâche, faire pivoter le patient sur le côté pendant un moment, mais, si le patient peut avoir une lésion grave au cou ou au dos, ne pas le bouger, mais vider sa bouche seulement si possible, et dans la même position qu'il avait. |

| |
| —Inclination de tête par la manœuvre front-menton: Cela favorise que la voie respiratoire d’un patient allongé ne se ferme pas par accident. Ne pas incliner la tête lorsque...: →...le patient peut avoir une lésion grave au cou ou au dos (dans ce cas, laisser ça pour les professionnels si possible). →...il est un bébé (mais laisser la tête en regardant vers l’avant normal). →...cette manœuvre ne fonctionne pas. |

### Réanimation cardiopulmonaire (RCP)
La réanimation cardiopulmonaire (RCP) est la méthode des premiers secours pour traiter les victimes d'un arrêt cardiaque (arrêt complet du cœur). Cela comprend certaines techniques précédentes.

## Premiers secours: un terme polysémique

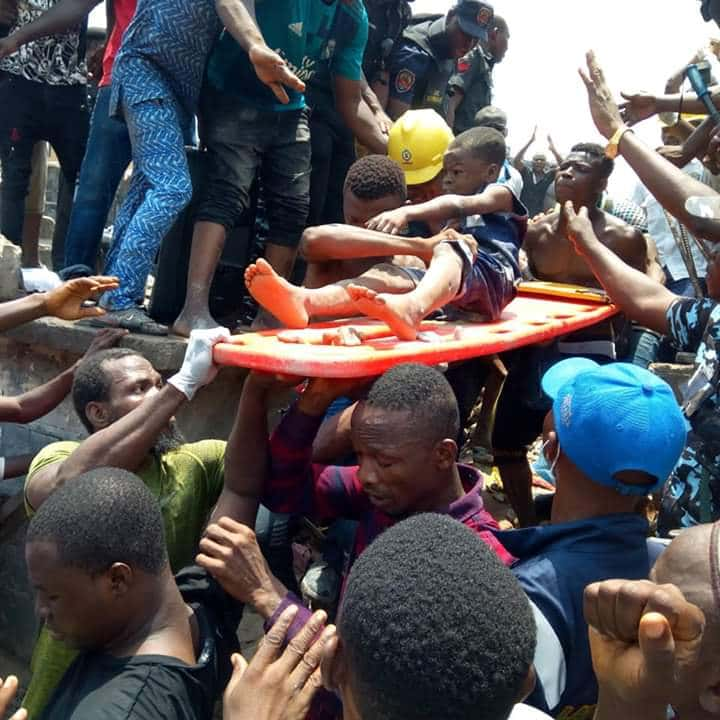
Première prise en charge d'un écolier au Nigeria.

Les techniques des premiers secours peuvent s'appliquer dans plusieurs domaines. En particulier, elles peuvent désigner l'ensemble des techniques de secourisme et d'aide médicale d'urgence dispensées aux blessés et malades par une personne qui n'est pas nécessairement médecin lorsque la vie d'une personne est menacée par un accident, une maladie ou un dysfonctionnement de l'organisme, comme un malaise.
Les techniques de premiers secours font également appel aux techniques de sauvetage ou de soustraction des personnes au danger.

## Premiers secours et contexte national
La notion d'alerte aux secours dépend énormément des infrastructures du pays dans lequel on se trouve. Dans les pays où les secours publics sont peu développés, la seule aide que l'on peut espérer obtenir est sans doute l'intervention des forces de l'ordre ou celle d'un médecin, la lutte contre les calamités et les incendies reposant sur la solidarité au sein de la population. Il faut donc pouvoir se procurer le numéro de téléphone du commissariat ou du médecin et le joindre directement ; dans ce contexte, il peut être judicieux d'amener un malade ou une victime au cabinet du médecin, au dispensaire ou aux urgences de l'hôpital.
Dans les pays où les secours publics sont très développés, la victime peut obtenir de l'aide rapidement, ce serait donc une erreur pour un témoin de vouloir la transporter vers la structure de soin sans un avis médical : le transport par des personnes n'étant pas des professionnels des secours pourrait aggraver l'état de la victime, voire provoquer sa mort. Dans un tel contexte, l'alerte prime sur toute autre action excepté la protection.
Le gouvernement français annonce en juin 2018 que les étudiants vont être formés aux premiers secours en santé mentale. L'objectif est de favoriser le recours précoce aux soins et de contribuer à la déstigmatisation des troubles mentaux dans la population générale.

## La chaîne des secours est humaine

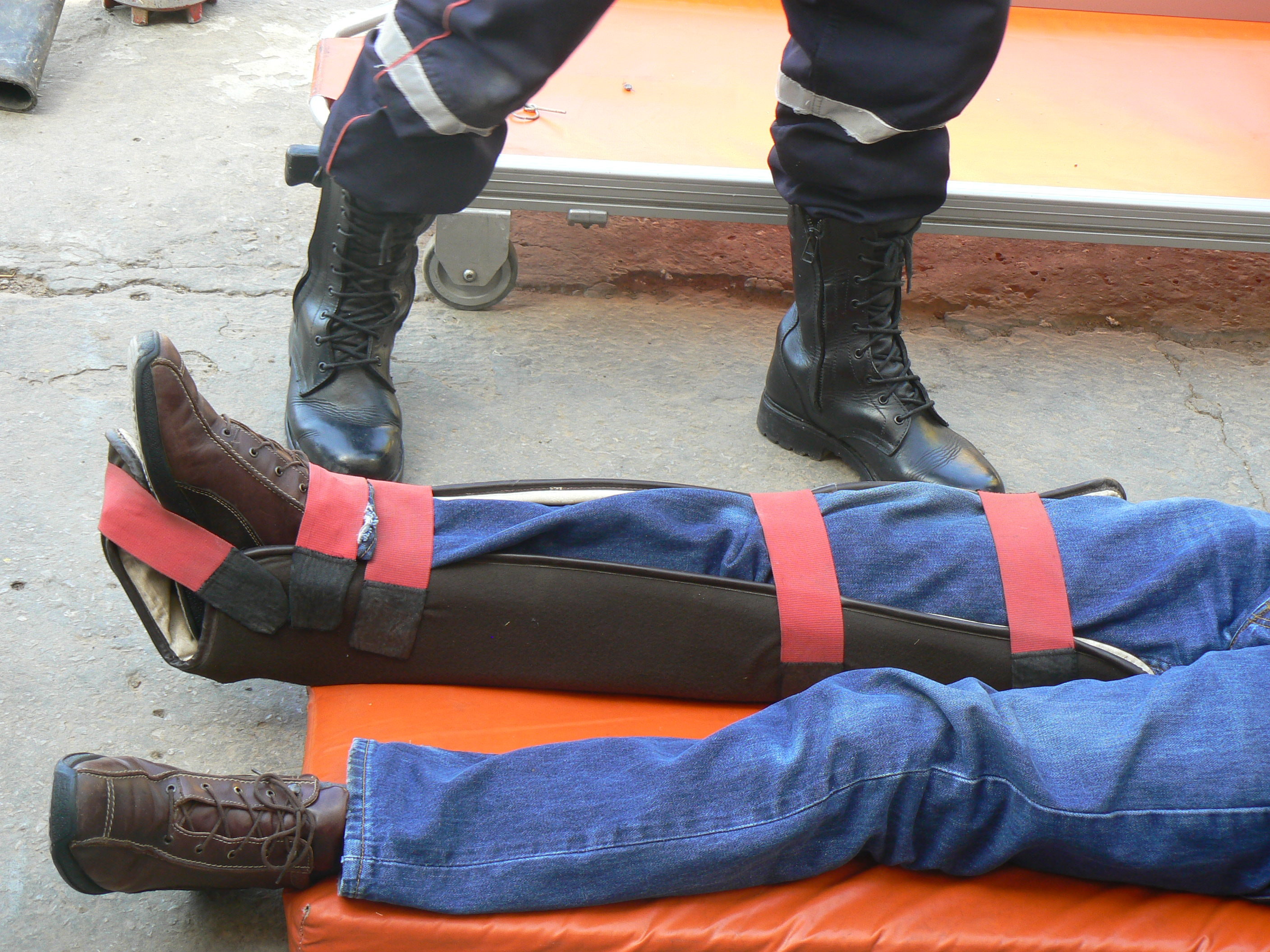
Premiers secours prodigués par des pompiers en Algérie.

Une personne victime d'un malaise, d'une maladie ou d'un accident doit être, dans un certain nombre de cas, prise en charge par des professionnels de santé, éventuellement au sein d'un hôpital. Les États mettent en place une organisation des soins et des secours permettant cette prise en charge. Cependant, il faut que quelqu'un puisse prévenir ces services. C'est là le rôle, primordial, du témoin.
Plusieurs intervenants vont participer à la prise en charge de la victime, on parle donc de la chaîne des secours. Le témoin de l'incident est le premier maillon de la chaîne des secours. Il est donc nécessaire à ce dernier de prévenir les secours, au risque que la victime ne soit pas prise en charge.
Par ailleurs, dans les cas les plus graves (par exemple saignement abondant, arrêt de la respiration, danger immédiat), les secours, si rapides qu'ils soient, arriveront trop tard : on estime que les premiers gestes doivent être faits dans les trois minutes qui suivent l'accident. C'est là toute l'importance de savoir faire les gestes de premiers secours.
Le témoin, bien qu'étant le moins compétent, est donc la clef du système de prise en charge des victimes. Sans témoin, pas de secours ; sans gestes de premiers secours, peu de chances de survie.

## Les formations aux premiers secours

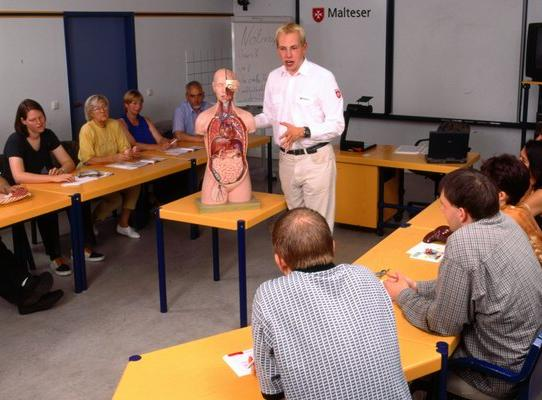
Un cours de premiers secours en Allemagne (avec notions d'anatomie).

- Une formation de base aux premiers secours est une formation courte permettant d'assimiler la conduite à tenir dans le cas d'un événement imprévu (accident, malaise, etc.) pouvant mettre en danger la vie d'une personne. On distingue en général trois niveaux de formation : la sensibilisation, la formation initiale et la formation officielle.
- Une formation aux premiers secours est une formation destinée à permettre à une personne d'intervenir en équipe et avec du matériel[10] sur un malaise ou un accident, en effectuant des actes de prompt secours, c'est-à-dire ne comprenant pas d'administration de médicament ni de geste invasif (pas de piqûre ni d'introduction de dispositif dans la bouche, sauf exception).

En France, l'adoption des « comportements qui sauvent » a été labellisé grande cause nationale en 2016 par le premier ministre, portée par trois acteurs associatifs : les pompiers de France, la Croix-Rouge et la Protection civile. Il existe de nombreuses formations de premiers secours, permettant de former quasiment à tout âge (les initiations et les formations d'éveils commençant dès 3 ans, et dès 10 ans pour une formation diplômante) . Leur longueur dépend du niveau visé, les plus courtes durant 1 h 30 (l'initiations aux premiers secours), et certaines jusqu'à 35 h (le PSE1, par exemple).
Malgré un net regain d'intérêt après les attentats de Paris en 2015, la population française reste bien moins formée que ses voisins allemands, hollandais ou italiens, avec seulement 20 % de la population qui déclare être formée de premiers secours. Dans les pays scandinaves, ce taux monte à plus de 90 %.